# Heleysundet

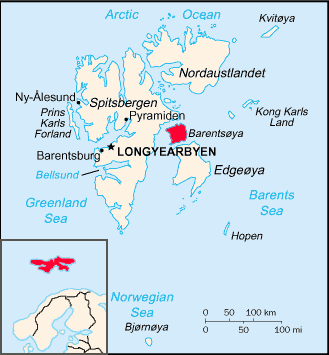
El archipiélago de Svalbard, donde está localizado el Freemansundet. En rojo la isla de Barents, uno de los límites del estrecho.

El Heleysundet  es un estrecho marino localizado en el archipiélago noruego de las islas Svalbard, que separa la isla de Barents de Spitsbergen. 
El Heleysundet tiene unos 45 km de longitud, y una anchura media de unos 10-12 km, aunque en su parte más estrecha, donde está la isla Kükenthaløya, apenas llega a los 900 m. Está limitado, en su ribera norte, por la costa meridional de isla Spitsbergen, y en la ribera sur, por la costa septentrional de la isla de Barents.
- Datos: Q1144625
- Multimedia: Heleysundet / Q1144625